# Platypalpus submicans
Platypalpus submicans är en tvåvingeart som beskrevs av Frey 1958. Platypalpus submicans ingår i släktet Platypalpus och familjen puckeldansflugor.
Artens utbredningsområde är Kanarieöarna. Inga underarter finns listade i Catalogue of Life.